# Cuscuta polyanthemos
Cuscuta polyanthemos är en vindeväxtart som beskrevs av Schaffner och Truman George Yuncker. Cuscuta polyanthemos ingår i släktet snärjor, och familjen vindeväxter. Inga underarter finns listade i Catalogue of Life.